# James Dwyer
James Dwyer (fl. XX secolo) è stato un ginnasta e multiplista statunitense.

## Carriera
Dwyer partecipò ai Giochi olimpici di Saint Louis 1904 nelle gare di triathlon e ginnastica. Giunse settimo nel concorso a squadre, settantottesimo nel concorso generale individuale, sessantottesimo nel triathlon e settantasettesimo nel concorso a tre eventi.